# Колонијал Бич (Вирџинија)
Колонијал Бич (енгл. Colonial Beach) град је у америчкој савезној држави Вирџинија. По попису становништва из 2010. у њему је живело 3.542 становника.

## Демографија
Према попису становништва из 2010. у граду је живело 3.542 становника, што је 314 (9,7%) становника више него 2000. године.
| Група             | 2000.         | 2010.         |
| Белци             | 2.517 (78,0%) | 2.720 (76,8%) |
| Афроамериканци    | 547 (16,9%)   | 592 (16,7%)   |
| Азијати           | 20 (0,6%)     | 33 (0,9%)     |
| Хиспаноамериканци | 109 (3,4%)    | 90 (2,5%)     |
| Укупно            | 3.228         | 3.542         |